# Héctor Herrera
Héctor Miguel Herrera López (født 19. april 1990 i Tijuana, Mexico), er en mexicansk fodboldspiller (midtbane). Han spiller for den amerikanske Major League Soccer-klub Houston Dynamo.

## Klubkarriere
På ungdomsniveau spillede Herrera for CF Pachuca i hjemlandet, og i 2011 debuterede han for klubben i den mexicanske liga. Efter to år i klubben blev han solgt til FC Porto i Portugal for en pris på 8 millioner euro. Fra 2019 til 2022 spillede han i den spanske klub Atletico Madrid.

## Landshold
Herrera står (pr. november 2022) noteret for 103 kampe og ti scoringer for Mexicos landshold, som han debuterede for 16. oktober 2012 i en VM-kvalifikationskamp mod El Salvador. Han var med i den mexicanske trup til både VM 2014 i Brasilien, VM 2018 i Rusland og VM 2022 i Qatar.